# КК Гранада
КК Гранада (шп. Club Baloncesto Granada) је био шпански кошаркашки клуб из Гранаде. Такмичио се у АЦБ лиги.

## Историја
Клуб је основан 1994. године а први пут су заиграли у АЦБ лиги две године касније. Углавном су били у доњем делу табеле а најбољи пласман у АЦБ лиги им је био 10. место у сезони 2009/10. 
У Суперкупу Шпаније су стигли до финала 2005. године где су поражени од Таукерамике резултатом 61:55. 
У сезони 2010/11. су освојили претпоследње место и испали у другу лигу. Суочен са великим финансијским проблемима клуб је заузео последње место у другој лиги и 2012. године је угашен. 

## Успеси
- Суперкуп Шпаније:
  - Финалист (1): 2005.

## Познатији играчи
- Владо Шћепановић
- Алекс Марић
- Џо Инглс
- Филип Виденов
- Попс Менса-Бонсу
- Ричард Хендрикс
- Андре Овенс
- Само Удрих